# Charles Devendeville
Charles Devendeville (Lesquin, Nord, 8 de març de 1882 – Reims, 19 de setembre de 1914) va ser un nedador francès que va competir a primers del segle xx. El 1900 va prendre part en els Jocs Olímpics de París, on va guanyar la medalla d'or en la prova dels Natació subaquàtica. A banda del programa de natació, també formà per de l'equip Tritons Lillois, un dels quatre equips que representà França en la competició de waterpolo.
Morí el 1914 fruit de les ferides patides durant la Primera Guerra Mundial.